# Аксаково (Бугурусланський район)
Акса́ково (рос. Аксаково) — село у складі Бугурусланського району Оренбурзької області, Росія.

## Населення
Населення — 636 осіб (2010; 766 у 2002).
Національний склад (станом на 2002 рік):
- росіяни — 62 %